# Fundamentalizm (rzeźba)
Trwa dyskusja nad usunięciem tego artykułu, kliknij i weź w niej udział.
Fundamentalism (Fundamentalizm) - rzeźba z brązu tworzona przez Jensa Galschiøta. Całość złożona ma zostać z liter tworzących wyraz 'fundamentalizm'. Każdą z liter utworzą poprzebijane księgi religijne. Litery mierzyć będą 2,5 metra i ustawione zostaną w wielkim, siedmiometrowym kręgu. Prawdopodobnie rzeźba zostanie skończona w roku 2013.

## Konstrukcja
Całość złożona będzie z czternastu liter stworzonych z ksiąg z brązu.
- Książki ułożone jedna na drugiej będą miały kształt liter. Każda z liter ma zostać zbudowana z ksiąg innego wyznania: Koranów, Biblii i Tor. Każda z ksiąg wymodelowana była z wosku, ręcznymi technikami. Wszystkie tomy ułożone będą w sposób przypadkowy, by nadać rzeźbie "rozchwiany" charakter.

- W zewnętrznym kręgu na książkach umieszczone zostaną niewielkie znaki i cytaty z każdej z ksiąg. Niektóre teksty będą w oryginalnych językach oraz po angielsku. Teksty te wyrażać mają ludzkie podejście do pojednania, wybaczenia, praw kobiet, opieki nad słabymi, równości, mądrości, piękna, współczucia, wiary, nadziei i miłosierdzia.

- W wewnętrznym kręgu umieszczone zostanie wygrawerowane na księgach zaprzeczenie wyżej wymienionych pojęć, zawarte w świętych księgach. Owe "złe" cytaty dotyczyć mają prześladowań i nietolerancji skierowanej ku innym religiom oraz mniejszościom, zarówno narodowym i seksualnym, oraz braku poszanowania dla kobiet.

- Cała struktura umieszczona będzie na ciemnej, okrągłej podstawie połączonej z wyświetlonymi tekstami, na której wypisane są cytaty ze świętych ksiąg. W ten sposób publiczność oglądająca rzeźbę będzie w stanie odczytać cytaty we własnym języku oraz zobaczyć każdy tekst bez konieczności chodzenia dookoła dzieła.

- Jedyne wejście do wnętrza rzeźby to litera T, nad którą umieszczony zostanie szyld z napisem 'Witamy'. Jednocześnie, ze środka będzie widać napis: 'Bez wyjścia'.

- Wymiary statuy: wysokość około 250 centymetrów, okrąg mierzyć będzie 8 metrów[1].

## Wystawy
Rzeźba prawdopodobnie zostanie wystawiona w Herning Museum of Contemporary Art latem 2013 roku.

## Symbolizm
Według Jensa Galschiøta pomysł rzeźby ma sprowokować ludzi do przemyśleń nad następującymi kwestiami:
- W religiach nieważne jest dosłowne rozumienie religijnych ksiąg, ale raczej to, kto i jak je interpretuje.
- Wszystkie święte księgi zawierają sprzeczne prawdy, mogące jednocześnie usprawiedliwić brutalne i szlachetne czyny.
- Wielu ludzi urzeczonych zostaje "pięknymi" prawdami zawartymi w księgach, ale ich zapał zostaje ostudzony tymi "złymi".
- Należy złamać zasadę (wyżej wspomniany napis "Bez wyjścia") by wydostać się z kręgu, który symbolizuje trudność "wydostania się" z fundamentalistycznych interpretacji ksiąg. Wyjście sprawia wielu taką trudność, ponieważ jest ono uważane za obrazę boskich zasad.

Jens Galschiøt twierdzi, że Symbolizm także może być interpretowany na różne sposoby.